# Jan Vopat
Jan Vopat (* 22. března 1973 Most) je bývalý český hokejový obránce.

## Hráčská kariéra
V nejvyšší československé soutěži startoval od sezóny 1990/1991 za Litvínov. Od sezóny 1995/1996 působil v USA, v NHL hrál za Los Angeles Kings a Nashville Predators, v IHL za Phoenix Roadrunners, Utah Grizzlies a Milwaukee Admirals. Po roce 2000 hrál v Německu a ve Finsku, kariéru ukončil v roce 2003. V první polovině 90. let hrál také za českou reprezentaci.
Od roku 2013 je evropským skautem St. Louis Blues. Během této práce se v Německu na začátku března 2020 nakazil koronavirem SARS-CoV-2.

## Ocenění a úspěchy
- 1995 ČHL - Nejlepší nahrávač mezi obránci
- 1995 ČHL - Nejproduktivnější obránce

## Prvenství

### ČHL
- Debut - 14. září 1993 (HC Vítkovice proti HC Chemopetrol Litvínov)
- První asistence - 17. září 1993 (HC Chemopetrol Litvínov proti ASD Dukla Jihlava)
- První gól - 10. října 1993 (HC Chemopetrol Litvínov proti AC ZPS Zlín, českému brankáři Richard Hrazdíra)

### NHL
- Debut - 16. března 1996 (Los Angeles Kings proti Edmonton Oilers)
- První asistence - 18. března 1996 (Los Angeles Kings proti St. Louis Blues)
- První gól - 10. března 1996 (Los Angeles Kings proti San Jose Sharks,lotyšskému brankáři Artūrs Irbe)

## Klubová statistika
| Sezóna        | Klub                    | Soutěž        |     | Základní část | Základní část | Základní část | Základní část | Základní část |   | Play off | Play off | Play off | Play off | Play off |
| Sezóna        | Klub                    | Soutěž        | Z   | G             | A             | B             | TM            | Z             | G | A        | B        | TM       |          |          |
| 1987–88       | TJ CHZ Litvínov         | ČSHL-16       | 31  | 9             | 7             | 16            | 24            | —             | — | —        | —        | —        |          |          |
| 1988–89       | TJ CHZ Litvínov         | ČSHL-16       | 21  | 16            | 15            | 31            | 26            | —             | — | —        | —        | —        |          |          |
| 1990–91       | HC CHZ Litvínov         | ČSHL-18       |     |               |               |               |               |               |   |          |          |          |          |          |
| 1990–91       | HC CHZ Litvínov         | ČSHL          | 18  | 0             | 3             | 3             | 4             | 7             | 1 | 2        | 2        | 0        |          |          |
| 1991–92       | HC Chemopetrol Litvínov | ČSHL-18       | —   | —             | —             | —             | —             | —             | — | —        | —        | —        |          |          |
| 1991–92       | HC Chemopetrol Litvínov | ČSHL          | 37  | 1             | 2             | 3             |               | 9             | 3 | 0        | 3        |          |          |          |
| 1992–93       | HC Chemopetrol Litvínov | ČSHL          | 45  | 10            | 11            | 21            | —             | —             | — | —        | —        | —        |          |          |
| 1993–94       | HC Chemopetrol Litvínov | ČHL           | 41  | 9             | 18            | 27            | 28            | 4             | 1 | 1        | 2        | 0        |          |          |
| 1994–95       | HC Litvínov, s.r.o.     | ČHL           | 42  | 7             | 18            | 25            | 29            | 4             | 0 | 2        | 2        | 2        |          |          |
| 1995–96       | Los Angeles Kings       | NHL           | 11  | 1             | 4             | 5             | 4             | —             | — | —        | —        | —        |          |          |
| 1995–96       | Phoenix Roadrunners     | IHL           | 47  | 0             | 9             | 9             | 34            | 4             | 0 | 2        | 2        | 4        |          |          |
| 1996–97       | Los Angeles Kings       | NHL           | 33  | 4             | 5             | 9             | 22            | —             | — | —        | —        | —        |          |          |
| 1996–97       | Phoenix Roadrunners     | IHL           | 4   | 0             | 6             | 6             | 6             | —             | — | —        | —        | —        |          |          |
| 1997–98       | Los Angeles Kings       | NHL           | 21  | 1             | 5             | 6             | 10            | 2             | 0 | 1        | 1        | 2        |          |          |
| 1997–98       | Utah Grizzlies          | IHL           | 38  | 8             | 13            | 21            | 24            | —             | — | —        | —        | —        |          |          |
| 1998–99       | Nashville Predators     | NHL           | 55  | 5             | 6             | 11            | 28            | —             | — | —        | —        | —        |          |          |
| 1999–00       | Nashville Predators     | NHL           | 6   | 0             | 0             | 0             | 6             | —             | — | —        | —        | —        |          |          |
| 1999–00       | Milwaukee Admirals      | IHL           | 2   | 1             | 0             | 1             | 2             | —             | — | —        | —        | —        |          |          |
| 2000–01       | EV Landshut             | 3.Něm         | 32  | 3             | 12            | 15            | 44            | —             | — | —        | —        | —        |          |          |
| 2001–02       | Tampereen Ilves         | SM-l          | 30  | 4             | 3             | 7             | 92            | —             | — | —        | —        | —        |          |          |
| 2002–03       | EHV Schönheide          | 4.Něm         | —   | —             | —             | —             | —             | —             | — | —        | —        | —        |          |          |
| Celkem v ČSHL | Celkem v ČSHL           | Celkem v ČSHL | 100 | 11            | 16            | 27            | —             | 16            | 4 | 2        | 6        | —        |          |          |
| Celkem v NHL  | Celkem v NHL            | Celkem v NHL  | 126 | 11            | 20            | 31            | 70            | 2             | 0 | 1        | 1        | 2        |          |          |

## Reprezentace
| Rok                       | Tým                       | Soutěž                    | Z  | G  | A | B  | TM |
| ------------------------- | ------------------------- | ------------------------- | -- | -- | - | -- | -- |
| 1990                      | Československo 18         | MEJ                       | 6  | 2  | 1 | 3  | 2  |
| 1991                      | Československo 18         | MEJ                       | 5  | 5  | 0 | 5  | 4  |
| 1992                      | Československo 20         | MSJ                       | 7  | 0  | 1 | 1  | 2  |
| 1993                      | Československo 20         | MSJ                       | 7  | 6  | 4 | 10 | 6  |
| 1994                      | Česko                     | OH                        | 8  | 0  | 1 | 1  | 8  |
| 1995                      | Česko                     | MS                        | 8  | 0  | 1 | 1  | 6  |
| Juniorská kariéra celkově | Juniorská kariéra celkově | Juniorská kariéra celkově | 25 | 13 | 6 | 19 | 14 |
| Seniorská kariéra celkově | Seniorská kariéra celkově | Seniorská kariéra celkově | 16 | 0  | 2 | 2  | 14 |